# 1996 en numismatique
Chronologie de la numismatique
- 1995 en numismatique - 1996 en numismatique - 1997 en numismatique

Cet article présente les faits marquants de l'année 1996 en numismatique.

## Principaux événements numismatiques de l'année 1996

### Par dates

#### Février
- 16 février 1996 :
  -  Canada : émission du dernier billet de 2 dollars canadiens (série des Oiseaux du Canada)[1]

#### Octobre
- 29 octobre 1996 :
  -  France : mise en circulation du billet de 200 francs Gustave Eiffel[2]
- 30 octobre 1996 : 
  -  France : création du billet de 100 francs Cézanne[2]

#### Année

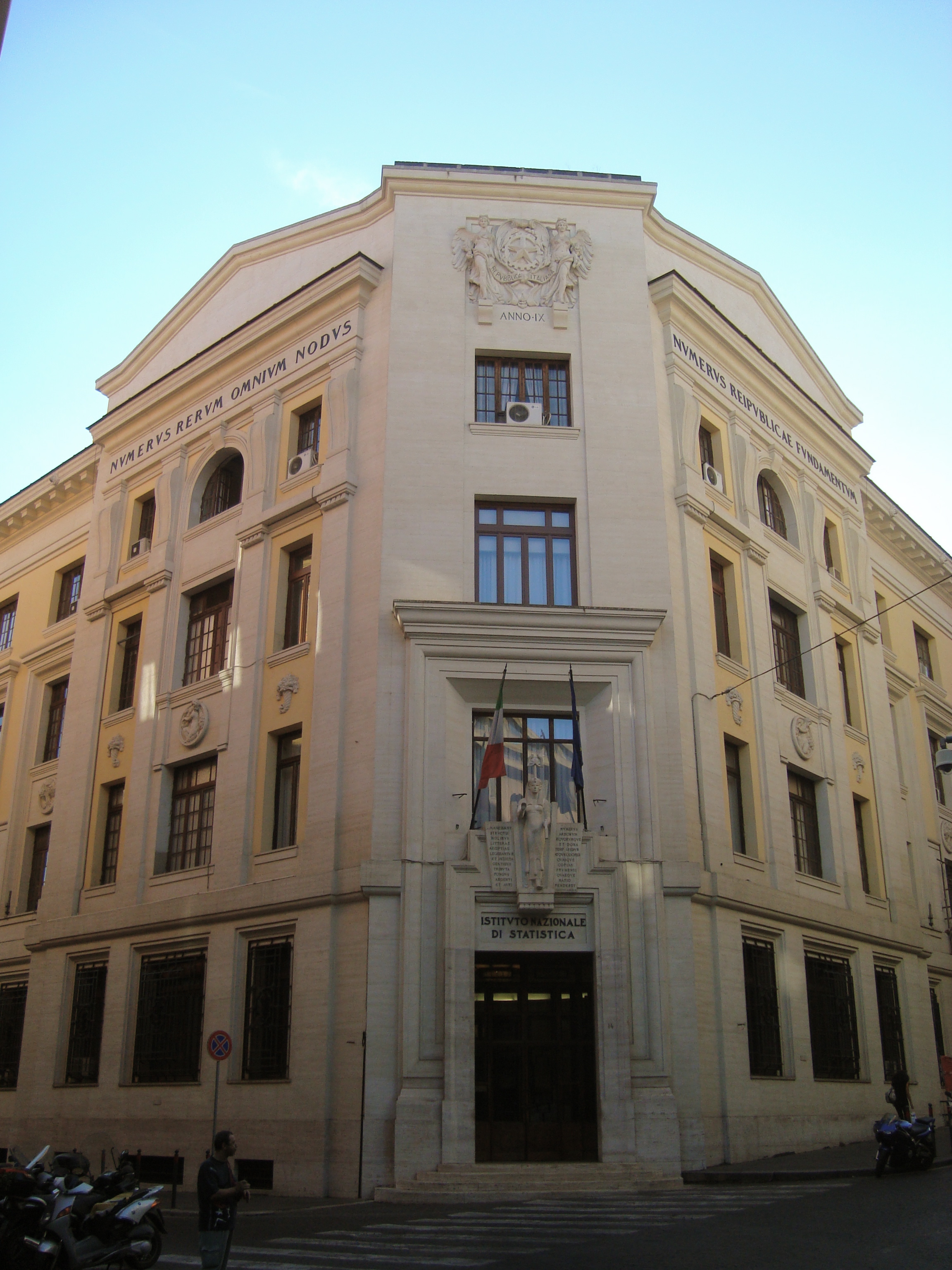
Le bâtiment de l'ISTAT à Rome.

- Italie : émission d'une pièce de 500 lires pour commémorer les 70 ans de l'Institut national de statistique (ISTAT). Le bâtiment de l'ISTAT à Rome est représenté au revers.
- France : émission des pièces commémoratives suivantes :
  - Pièce de 1 franc Jacques Rueff
  - Pièce de 5 francs Hercule (1996)
  - Pièce de 100 francs Clovis